# Marvin Heemeyer
Marvin Heemeyer (28 oktober 1951 - 4 juni 2004) was een Amerikaan die bekend werd door een wraakactie waarbij hij in zijn woonplaats Granby (Colorado) dertien gebouwen vernielde met een omgebouwde bulldozer. Ook auto's, straatmeubilair en trottoirs werden onbruikbaar. Na zijn twee uur durende dollemansrit pleegde Heemeyer zelfmoord. Door tijdige evacuatie raakte niemand gewond, maar de vervaarlijk ogende, gepantserde machine werd toch bekend als killdozer. De zeven miljoen dollar schade trof vooral zakelijke connecties en lokale bestuurders.

## Achtergrond
Heemeyer was lasser en in 1992 kocht hij 0,8 hectare land van de Resolution Trust Corporation voor $ 42.000. Op dit terrein, vlak bij betonfabriek Mountain Park Concrete, vestigde hij zijn uitlaatservice Mountain View Muffler.
Tien jaar later hadden de eigenaars van de betonfabriek, de familie Docheff, uitbreidingsplannen. Dit was een probleem voor Heemeyer, omdat de enige toegangsweg naar zijn bedrijf rechtstreeks door de geplande betonfabriek ging. Zodoende stemde Heemeyer in om zijn land te verkopen voor $ 250.000. Echter trok hij zich terug uit de overeenkomst en verhoogde zijn vraagprijs naar $ 375.000, met de gedachte dat de betonfabriek geen andere keus had. Naar verluidt verhoogde Heemeyer de prijs verder naar een miljoen dollar, waarna de betonfabriek stopte met onderhandelingen en ervoor koos om haar planningsrechten na te streven.
In 2001 werd de bouw van de betonfabriek goedgekeurd door de planningscommissie en beheerders van Granby. Heemeyer ging in beroep tegen de beslissing, maar de rechter gaf hem geen gelijk. Volgens Heemeyer blokkeerde de constructie de toegang tot zijn werkplaats. Ook kreeg hij een boete van $ 2.500 door het stadsbestuur en een stadsrechter voor verschillende overtredingen, waaronder niet aangesloten zijn op de riolering. Heemeyer had aanvankelijk geen verbinding kunnen maken met de riolering, omdat de riolering zo'n twintig meter van zijn eigendom af liep en de stad van hem verwachtte dat hij de bijna $ 80.000 zelf zou betalen voor het leggen van de verbinding. Nadat de betoncentrale was gebouwd, ontzegde het stadsbestuur hem ook de mogelijkheid om zich aan te sluiten op de aangelegde riolering van de betonfabriek. Heemeyer kwam ook met het voorstel om zelf een weg aan te leggen langs de fabriek, waarvoor hij de bulldozer had aangeschaft. Dit voorstel werd echter ook afgekeurd.

## Voorbereidingen
Na het planningsdispuut verkocht Heemeyer zijn landgoed aan een vennootschap met onder meer Bob Martin, eigenaar van een lokaal afvalbedrijf. Heemeyer gebruikte het geld voor de financiering van de aanpassingen aan de bulldozer. De nieuwe eigenaren stonden Heemeyer toe om een deel van de werkplaats te huren voor opslag. Martin en zijn werknemers gebruikten de rest van de werkplaats dagelijks, maar zagen Heemeyer nooit aan de bulldozer werken. Zodoende wordt gedacht dat hij 's nachts aan de bulldozer gewerkt moet hebben. De huurovereenkomst liep af op 1 juni en er waren potentiële kopers voor het pand, wat hoogstwaarschijnlijk de ravage verzegelde.
Heemeyer had ongeveer anderhalf jaar nodig om zich voor te bereiden op zijn vergelding. Gedurende de constructie van het pantser maakte hij geluidsopnames, waarin hij naar de bulldozer verwees als de "MK Tank". Uit de geluidsopnames bleek dat geen van Martins werknemers de aangepaste bulldozer was opgevallen. Heemeyer was onder de impressie dat God hun zicht had vertroebeld. Verder dacht Heemeyer dat God hem had gemaakt voor dit doel.
Voorafgaand aan de ravage deed Heemeyer een aantal geluidsbanden op de post, waarin hij zijn motivatie voor de aanval uitlegde. Hij mailde deze naar zijn broer in South Dakota, die de banden overdroeg aan de FBI. Op zijn beurt droeg de FBI de banden over aan de Grand County Sheriff's Department. Op 31 augustus werden de banden vrijgegeven door het Grand County Sheriff's Office. De banden zijn ongeveer 2,5 uur lang. De eerste opname werd gemaakt op 13 april 2004. De laatste opname werd dertien dagen voor de ravage gemaakt, op 22 mei 2004.

## Bulldozer
De bulldozer van Heemeyer was een gemodificeerde Komatsu D355A, voorzien van geïmproviseerde bepantsering die de cabine, motor en delen van de rupsbanden bedekte. Het pantser bestond uit platen gereedschapsstaal opgevuld met beton. Op sommige plaatsen was het pantser meer dan 30 cm dik. Het staal was afkomstig van een autodealer in Denver. Voor navigatie waren er meerdere videocamera's geplaatst op het pantser, die in verbinding stonden met twee monitors op het dashboard van de bulldozer. Deze camera's werden beschermd door 76 mm dik kogelvrij polycarbonaat. Er waren ook persluchtsproeiers aangebracht om stof van de lenzen van de camera's te blazen.
Het pantser was uitgerust met drie geschutpoorten, voorzien van een .50 kaliber geweer, een .308 semi-automatisch geweer en een .22LR geweer. Alle drie waren zij voorzien van een 13 mm staalplaat ter bescherming. Opvallend aan het pantser was het ontbreken van een ingang, zodoende moest het pantser met een kraan op de bulldozer geplaatst worden. Ook betekende dit dat er voor Heemeyer geen mogelijkheid was om te ontsnappen, nadat hij eenmaal was begonnen.

## Ravage
Op 4 juni 2004 klom Heemeyer in de bulldozer en liet hij het pantser met een afstandsbediening zakken. Vervolgens reed hij naar buiten rechtstreeks door de muur van zijn voormalige werkplaats. Hij vervolgde zijn weg door de betonfabriek, waarna Heemeyer zich richtte op de stad. Aangekomen in de stad, vernielde hij eerst het stadhuis. In de kelder van het stadhuis was een bibliotheek gevestigd, waaruit vijf kinderen enkele minuten voor de vernielingen waren geëvacueerd. Vervolgens richtte Heemeyer zich op het kantoor van de plaatselijke krant (Sky-Hi News) die negatief over hem had geschreven. Verder vernielde hij het huis van de voormalige burgemeester, waar enkel zijn weduwe woonde, evenals de gebouwen van anderen die hem onrecht hadden aangedaan.
Bij de vernieling van de Gambles ijzerhandel deden twee problemen zich voor. Het eerste was dat de radiator van de bulldozer was beschadigd en de motor lekte verschillende vloeistoffen. Het tweede was dat de winkel een kleine kelder had. Een van de rupsbanden van de bulldozer kwam vast te zitten in de kelder en de motor van de bulldozer faalde. Zodoende kwam de bulldozer vast te zitten. De machine werd al snel omringd door SWAT agenten en ongeveer een minuut later hoorden zij een enkel schot vanuit de afgesloten cabine. Later werd vastgesteld dat Heemeyer zichzelf in het hoofd had geschoten met een .357-kaliber pistool. De politie probeerde eerst met explosieven de stalen platen te verwijderen. Nadat de derde explosie was mislukt, sneden ze een gat in het pantser met een snijbrander.
De verwoesting duurde twee uur en zeven minuten, waarbij dertien gebouwen werden beschadigd. Ondanks de grote materiële schade vond, behalve Heemeyer, niemand de dood. De schade werd geschat op $ 7 miljoen. Volgens de commissaris van Grand County, James Newberry, gebruikten de hulpdiensten een omgekeerde versie van het noodsysteem 911 om veel inwoners en bedrijven op de hoogte te stellen van de vernieling die in de stad aan de gang was. Na het incident kondigde de stad op 19 april 2005 aan om de bulldozer van Heemeyer te slopen. Het plan stelde dat afzonderlijke stukken naar meerdere schroothopen gestuurd zouden worden, om het meenemen van souvenirs te voorkomen.

## Volkscultuur
- Leviathan (2014); een film geïnspireerd door het verhaal.
- Killdozer: The True Story of the Colorado Bulldozer Rampage; een boek geschreven door Patrick Brower, een inwoner van Granby.[10]
- Tread; een documentaire over de gebeurtenissen.